# Pseudicius histrionicus
Pseudicius histrionicus är en spindelart som beskrevs av Simon 1902. Pseudicius histrionicus ingår i släktet Pseudicius och familjen hoppspindlar. Inga underarter finns listade i Catalogue of Life.